# Arne Andersson (konstnär)
Ej att förväxla med konstnären Arne Andersson (född 1933).
Arne Roland Andersson, född 6 augusti 1915 i Gislaved, Båraryds församling i Jönköpings län, död 4 mars 1982 i Göteborgs domkyrkoförsamling, var en svensk konstnär, med signatur ARA.

## Biografi
Arne Andersson utbildade sig vid Slöjdföreningens skola i Göteborg 1939-42 för Hjalmar Eldh och Nils Wedel och därefter vid Valands målarkola, Göteborg 1942-45 för Nils Nilsson. Han gjorde studieresor till Danmark 1946, Norge 1948, Frankrike 1951 och Italien 1956-57 
Arne Andersson fick 1942 Slöjdföreningens offentliga lovord, skolans plakett och dess stipendium. Han fick San Michelestipendiet 1954-55 i sex och en halv månad och 1956-57 i sju månader samt stipendium ur Konung Gustaf V:s Jubileumsfond 1956.

## Utställningar
- Göteborgs konstförenings utställning 1946 på Konstmuseum.
- Konsthallens decemberutställning 1945-47.
- "Göteborgskonst" 1948 på Kviberg
- Ställt ut på samtliga konstföreningar i Göteborg vid tiden.
- Galleri Brinken Stockholm 1952 med mycket god kritik som följd, exempelvis skrev fil.dr. Nils Palmgren "I sina pasteller och akvareller har han en fin, ja stundom utsökt färg och dominans i en rik skala av blått. Hans landskap med figurer /"Måne och figurer" "Två figurer" "Stranden" och "Vid stranden"/ gör rätt åt landskapet och åt de starkt förenklade men ändock levande figurerna. Här fortsätter Göteborgskolorismen hos en ung sensibel målare". Konstanmälaren Harry Källmark skrev "Arne Andersson är en kännande naturalist med sober färgskala och sympativinnande bildspråk. Hans akvareller är utsökta och ger full valuta för naturintrycket. Även oljemålningarna har en del av samma goda utförande ehuru pastellernas materialfördelar och färgurval strålar mera"
- God Konst Göteborg 1966.
- Lilla Galleriet Stockholm 1969